# Castelo de Cox

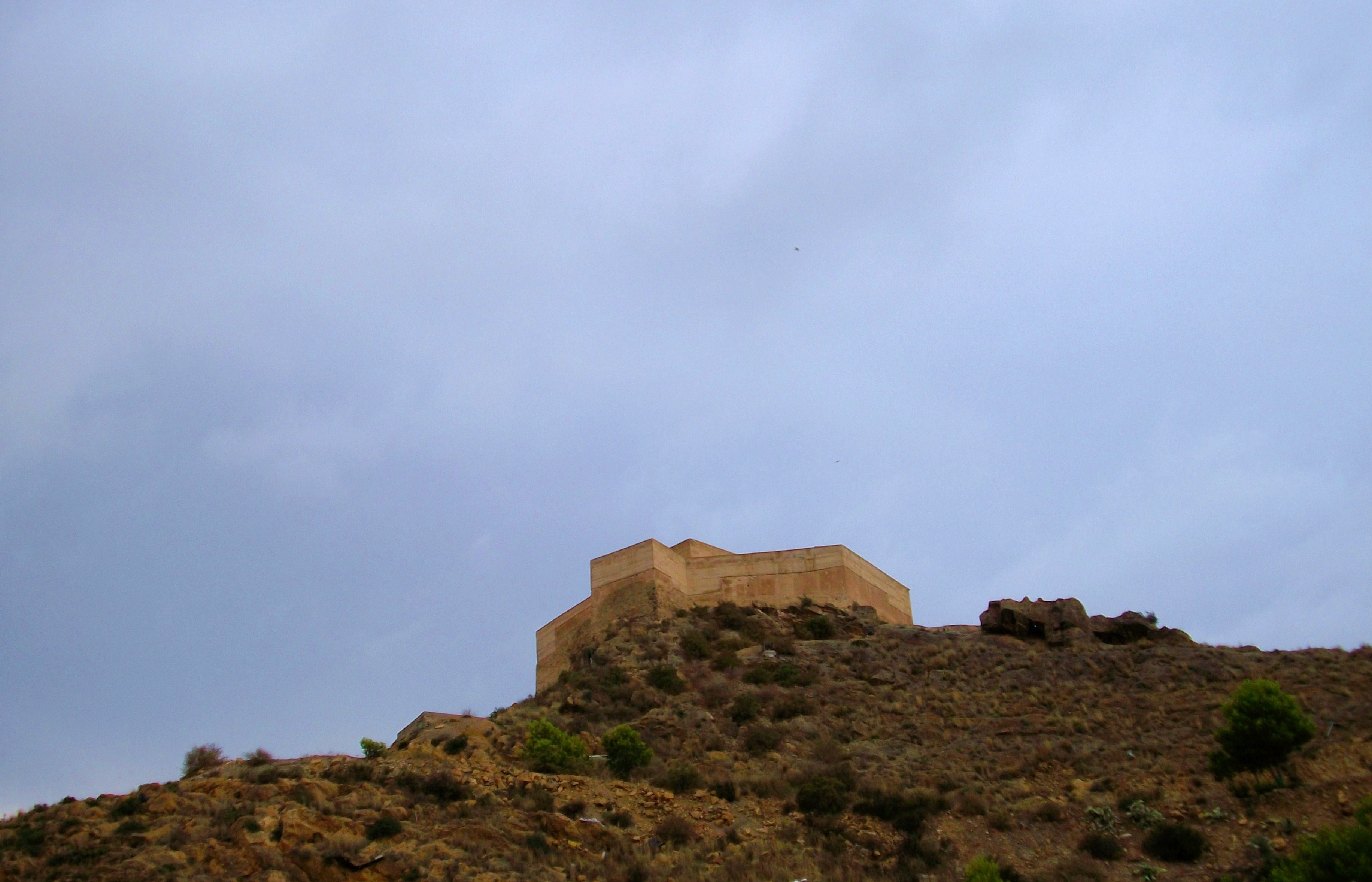
Castelo de Cox

O Castelo de Cox, também denominado Castelo de Santa Bárbara ou Castelo de Ayala, localiza-se no município de Cox, na província de Alicante, comunidade autónoma da Comunidade Valenciana, na Espanha.
Ergue-se sobre um pequeno maciço rochoso denominado "El Portichuelo".

## História
O castelo foi construído por Juan Ruiz Dávalos em 1466.
Conservou-se em bom estado até meados do século XX, quando sucessivas espoliações deixaram-no em estado de ruína.
Recentemente sofreu intervenção de restauro,que lhe devolveu as características originais.

## Características
De pequenas dimensões, mas de aspecto sólido, divide-se em duas zonas distintas: o recinto muralhado de planta poligonal e a casa senhorial, de planta rectangular, em dois pavimentos, que se comunicam por uma escada, cada um com duas salas. No conjunto destacam-se as torres, de figura cúbica, que defendem os seus flancos.